# Big Berger (rivière)
Pour les articles homonymes, voir Berger (homonymie).
La rivière Big Berger, (anglais : Big Berger Creek), est un cours d'eau qui coule dans le centre de l'État du Missouri. Elle est un affluent de la rivière Missouri et contribue au bassin fluvial du fleuve Mississippi.

## Géographie
D'une longueur d'environ 40 km, la rivière s'écoule vers le Nord et traverse le comté de Franklin et le comté de Gasconade. Elle se jette dans le Missouri dont la confluence est située au Sud de la ville de Berger.
D'abord dénommée Berger Creek, on lui ajouta l'adjectif "big" pour la distinguer d'un de ses affluents, le ruisseau "Little Berger Creek".

## Histoire
La "rivière au Berger" fut dénommée ainsi par des colons et trappeurs français qui arpentèrent la région à l'époque de la Louisiane française. Après la vente de la Louisiane aux États-Unis, la "rivière au Berger" devint "Berger Creek".